# Luca Dini
Luca Dini (Sant'Angelo in Vado, 22 aprile 1965) è un giornalista italiano, direttore delle riviste F e Natural Style.

## Carriera
Laureato a Trieste come interprete di inglese, spagnolo e francese, nel 1990 vince una borsa di studio alla scuola di giornalismo della Rizzoli Editore, e nel 1991 comincia a collaborare con «Oggi», di cui diventa corrispondente da New York nel 1994.
Dal 2006 è stato direttore per undici anni di «Vanity Fair». Nell'aprile 2017 viene nominato direttore editoriale di tutte le testate del gruppo Condè Nast.. Ha la responsabilità di coordinare la strategia editoriale, promuovere la qualità dei contenuti e sviluppare nuovi progetti.
È stato direttore ad interim di GQ nel 2018 e di Glamour dall'aprile al dicembre 2019. Nel gennaio 2020 ha assunto la direzione di Architectural Digest. Dal 1º dicembre passa all'editore Cairo e subentra a Marisa Deimichei come direttore del settimanale F e di Natural Style.

## Premi e onorificenze
- Nel 2000 vince il premio Saint Vincent per un reportage sulla pena di morte negli USA.[9]
- Nel 2006 gli viene assegnato un premio speciale per il successo di Vanity Fair.[10]
- Nel 2011 viene insignito del titolo di Cavaliere di Seingalt.[11]